# ココアバター

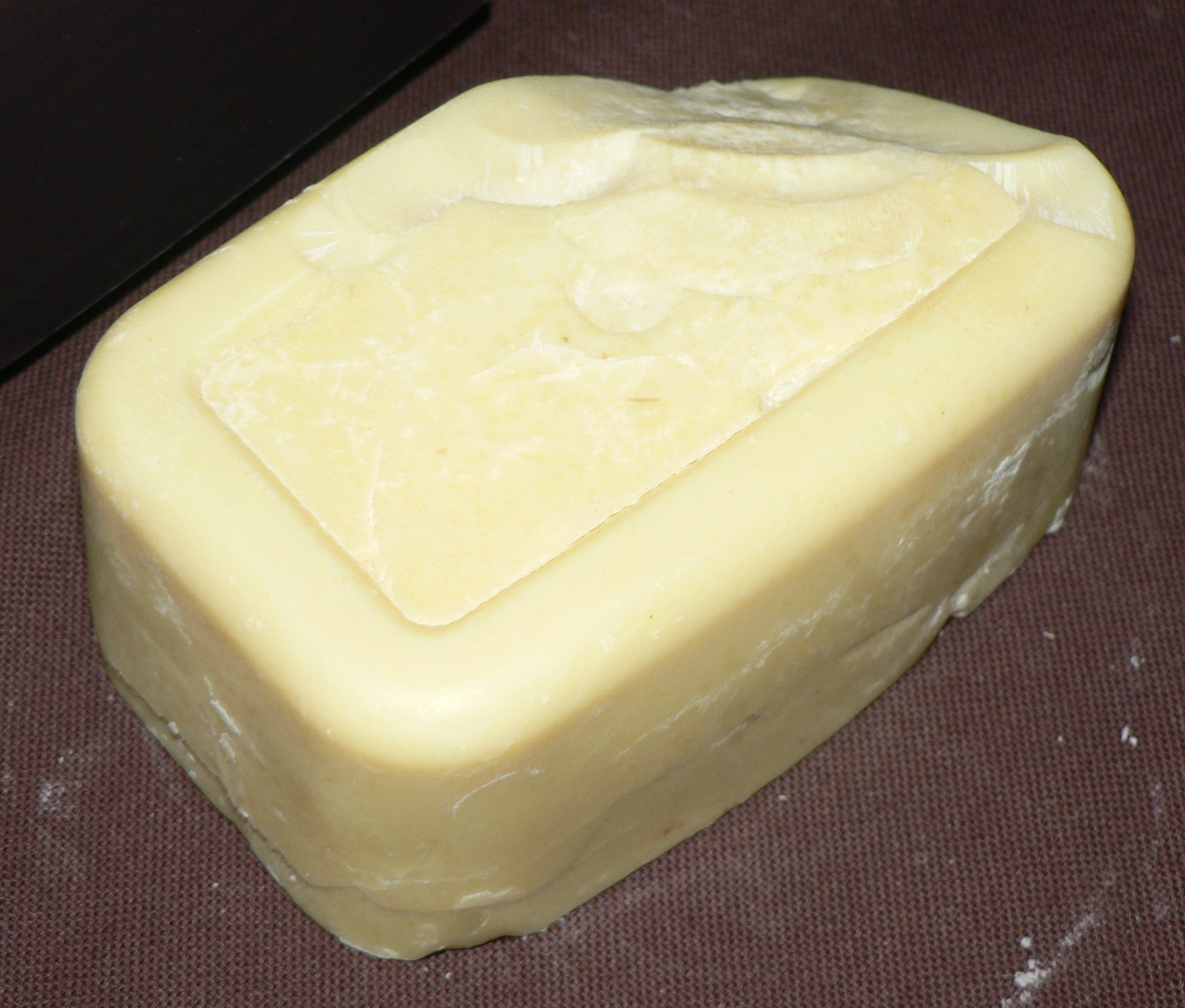
ココアバター

| 項目                 | 分量 (g) |
| -------------------- | -------- |
| 脂肪                 | 100.0    |
| 飽和脂肪酸           | 59.7     |
| 16:0（パルミチン酸） | 25.4     |
| 18:0（ステアリン酸） | 33.2     |
| 一価不飽和脂肪酸     | 32.9     |
| 18:1（オレイン酸）   | 32.6     |
| 多価不飽和脂肪酸     | 3.0      |
| 18:2（リノール酸）   | 2.8      |

ココアバター（英: cocoa butter、カカオバター、カカオ脂とも）はカカオ豆の脂肪分であり、主にカカオリカーから圧搾して製造する。ココアバターはカカオ豆中に40%から50%（カカオマス中では約55%）含まれている。主に菓子（特にチョコレート）、薬品、軟膏、化粧品の原料として利用される。

## 性質

### 色調と風味
カカオリカーから圧搾した直後のココアバターは、若干の非脂肪カカオ分を含有するため、薄黄色である。未脱臭のココアバターには独特の匂いがある。脱臭処理を行うことで、白色・無味・無臭に近くなる。

### 結晶と融点
ココアバターを構成する脂肪酸のうち、95%がオレイン酸(C18:1)、ステアリン酸(C18:0)、パルミチン酸(C16:0)の3種類の脂肪酸である。単純な組成であるため、狭い温度幅で急激に融解する特徴がある。この融点が体温より若干低めのため、常温で保管でき体温で融解する性質がある。またパルミチン酸・ステアリン酸は飽和脂肪酸であり、さらに未脱臭品はポリフェノールなどの抗酸化成分を微量に含んでいる。このため変質しにくい性質であり、2-5年の常温固体保存が可能である。
産地・豆の種類によって異なるが、ココアバターの融点は一般的に摂氏32 - 36度である。ココアバターは多形の結晶であり、融点の異なるγ,α,β',βの結晶構造を有する。液状のココアバターを徐冷するとα型などの結晶が生成され、ぼそぼそとした感触になる。ココアバターやチョコレートの製品を整形する際は、調温（テンパリング）を行ってβ型結晶を生成する。β型の結晶構造にまとめると生地が滑らかになり、表面が艶かで、歯応えよくパキッと折れるようになる。

## 製造
カカオリカーをプレス機で圧搾し、ココアパウダーとココアバターに分離することで生産される。ホワイトチョコレートはカカオ分としてココアバターを含むが、ココアパウダー等の非脂肪カカオ分は含有しない。一部のチョコレート菓子では、同一の製品に一度分離したココアバター・ココアパウダー双方を使用することもある。

## 食品以外への利用
ココアバターは室温で保管でき体温で溶けるため、座薬などの基礎薬剤として用いられる。また、安定した脂質であり、天然の酸化防止剤を含んでいるため腐りにくく、2-5年貯蔵することができる。ココアバターの滑らかな素地、甘い芳香、皮膚を軟化させる特性のため化粧品と石鹸やローションなどのスキンケア製品としてよく使われる。